# 부여
부여(扶餘,夫餘, 기원전 4세기~494년)는 고리국의 동명왕이 건국한 예맥족 국가이며, 영토는 지금의 창춘시 이퉁강 유역을 중심으로 솽양과 남쪽으로는 랴오닝성, 북쪽으로는 아무르강(헤이룽강)에 이르렀을 것으로 여겨진다. 부여의 마지막 왕은 잔왕이며, 494년에 고구려의 공격으로 부여는 멸망하였다.
기원전 4세기부터 여러 한민족 예맥 계열의 나라가 세워졌다. 동명왕이 세운 부여, 해모수가 세운 북부여와 해부루가 세운 동부여, 그리고 고주몽이 세운 고구려와 그 영향을 받은 백제가 한민족 예맥 계열의 나라이다.
이들은 일찍부터 정착하여 농경생활을 하였고, 은력(殷曆, 은나라 역법)을 사용하였다는 기록이 있으며, 궁궐 · 성책 · 창고 · 감옥 등 진보된 제도와 조직을 가졌었다. 신분계급은 왕과 그 밑에 마가(馬加) · 우가(牛加) · 저가(猪加) · 구가(狗加) 등 4가(四加) 등의 지배층, 그 밑에 하호(下戶)라고 불리던 읍인으로 구성된 계급의 둘로 나뉘었다. 이른바 4가는 부여 전국을 4등분한 사출도(四出道)를 각기 맡아 다스렸는데, 국도(國都)만은 왕의 직접 지배하에 있었던 것 같다. 즉 4가는 국왕의 통솔을 받지만, 4출도에서 각기 소속의 호족과 하호들을 영솔해 마치 영주(領主)와 영읍(領邑)의 관계를 가졌던 것으로 추정된다.
적의 침구가 있을 때는 4가가 친히 출전하고, 하호는 모두 군량을 부담했는데, 특히 국민개병제가 실시된 듯 집집이 무기를 지니고 있었다 한다. 기원후 49년 부여는 중원에 있는 국가에 사신을 보내 밀접한 관계를 유지하며 혼인 동맹을 맺기도 하였다.
부여는 국력이 강하여 선대부터 한 번도 패하지 않았고 한나라 이래로 동쪽의 읍루(숙신)를 신하로서 복속시키고 있었다. 또한, 위(魏)나라가 고구려를 공격하려 할 때 고구려의 침략을 받던 부여는 군량을 제공하였고, 부여가 선비족의 침입으로 위태로울 때 진(晋)나라는 선비족을 공격하였다. 그러나 진나라의 세력이 북방 민족에게 쫓겨져 남쪽으로 천도하면서 부여는 고구려의 침략을 더욱 받게 되었다. 서쪽에는 선비족 남쪽에는 고구려의 침략을 받았으며 특히 고구려는 부여를 보호국으로 삼고 부여를 지나서 북중국을 수시로 공격하였고 많은 북중국인들은 고구려에 끌려가 노예가 되었다.
285년, 고구려 서천왕 16년 선비족 모용외에게 공격을 받아 북옥저로 도망하였다가 후에 다시 본국을 회복하기는 하였으나(이때 북옥저 지역에 일부가 남아 동부여를 형성했다.), 346년 연왕(燕王) 모용황에게 공격을 받아 쇠약해졌으며, 이후 고구려의 보호를 받다가 494년(문자왕) 고구려에 병합되었다.

## 국호
부여에 대한 국호의 한자 표기는 夫餘, 扶餘, 扶余, 夫余로 쓰인다. 중국의 문헌에서는 夫餘로, 한국의 문헌에서는 扶餘로 표기되고 있다.
부여란 명칭은 'ᄇᆞᆰ(神明)'에서 유래하여 개발(開發)->자만(滋蔓)->평야(平野)를 의미하는 벌(伐·弗火·夫里)로 변하였다는 설과 《자치통감》의 “初，夫餘居於鹿山，”(처음에 부여는 녹산에 자리잡았다.)라는 기술에서의 “鹿山”과 사슴[鹿]을 만주어에서 Puhu, 몽골어에서 буга(buga)라고 하는 것을 근거로 夫餘를 사슴의 뜻을 가졌다고 하는 설이 있는데,  ‘벌’에서 유래되었다는 설이 유력하다. 현재로서는 그 어원의 정확한 추정은 어려우나 평야를 의미하는 부리(夫里) 등과 동음동의어(同音同義語)로 夫餘의 국가적 위치와 관련된 말로 보아야 할 것이다.
《산해경》의 “有胡‘不與’之國” (호족의 나라인 ‘부여’가 있어...)과 관련하여 예(濊)의 한음(漢音) huì(‘후이’)에서 夫餘의 명칭이 기원했다는 설(說)도 있으나, 이는 아직 단정할 수 없는 문제이다.
비류국의 군주인 '송양(松讓)'이 '소노부(消奴部)'이고, '소노부'는 '비류나부(沸流那部)'이니 '비류(沸流)'는 '소나무(松)'를 뜻하는데, '부여(扶餘)'와 '비류(沸流)'의 상고 한음이 유사한 점을 근거로 부여의 국호를 '소나무(松)'와 연관짓는 견해도 있다. 비류와 온조가 한강에 도읍할 지세를 살피기 위해 오른 산의 이름이 '부아악(負兒嶽)'이고, 백제 성왕이 국호를 남부여로 칭하며 천도한 새로운 도성의 이름이 부소산성(扶蘇山城)인데 '부소'계 지명이 개성, 하남 등 부여족의 남하 루트에 반복적으로 나타나고 있다는 것이다.

## 역사

### 기원
부여는 일찍부터 문헌에 등장하는데, 《산해경》의 기사 외에 복생의 《상서대전》(尙書大典)에는 “武王克商 海東諸夷‘夫餘’之屬 皆通道焉”이라 하고, 《사기》에서 열전 화식편 오씨과(烏氏倮) 조에 진시황 때 오씨현 상인 과(倮)와 거래하던 상인 가운데 부여 사람이 나온다.《사기》 〈화식전〉(貨殖傳)에는 ‘夫燕 …… 北隣烏桓·夫餘’라 하였다. 또한 《후한서》 〈동이열전〉에는 “挹婁，古肅慎之國也。... 自漢興以後 臣屬‘夫餘’”(읍루는 옛부터 숙신의 나라이다. ... 한나라가 흥한 이후, 부여에 신하로서 복속했다.)라고 기록된 바, 여기서 한은 후한(後漢, 23~220년)이 아니라, 전한(前漢, 기원전 206년~기원후 8년)이다. 따라서, 부여는 전한 대부터 동쪽의 읍루(숙신)를 복속시키고 있을 정도로 국력도 강하였다. 그리고 《한서》(漢書) 〈지리지〉(地理志)에도 ‘北隙烏丸·夫餘’라는 기사가 보인다. 부여는 늦어도 1세기 초의 후한(後漢) 대(代)에는 왕호를 쓰는 연맹 왕국으로 성장하였다고 보인다.
부여는 맥족(貊族)이 고조선, 즉, 예인(濊人)의 나라에 건국한 국가란 설과 예(濊)의 일부가 맥(貊)에 흡수되어 만주로 이동하는 과정에서 형성된 예맥족(濊貊族)에 의해 건국되었다는 설이 있다.

### 영토
부여의 영토 범위에 관하여는 《삼국지》, 《후한서》 등에 언급되어 있다. 이를 종합하면 부여의 영토는 다음과 같다.
(1) 부여는 만리장성 이북의 현도군 북쪽 천리에 있었다. 《한원》에서도 《위략》을 인용하면서, 만리장성 북쪽으로 1천리에 있다고 하였다. 《삼국지》의 기사도 이 《위략》에 따른 것으로 추정된다.
(2) 부여는 동쪽으로 읍루(挹婁)와 접하고 있었다. 《진서》(晋書)에 의하면 읍루의 후신인 숙신이 부여에서 60일이면 갈 수 있다고 하여, 부여 중심부로부터 대략 1,000리의 거리에 있었음을 알 수 있다. 다만, 당시의 읍루는 부여에 예속되어 있었던 까닭에 실지 부여의 영역은 읍루의 동변(東邊)인 연해주 일대에 미친 것으로 보인다.
(3) 부여는 서쪽으로는 기원전 3세기 말부터 기원전 1세기까지 오환과, 그 이후인 기원전 1세기부터 5세기까지 선비(鮮卑)와 접하고 있었다. 《한서》(漢書)의 기록에 따르면, 오환과 부여가 연나라 북쪽에서 서로 접하고 있었으며, 부여의 서쪽에 오환이 있었다는 것을 알 수 있다. 《후한서》에 의하면 기원전 3세기 말~2세기 초에 오환(烏丸)이 흉노(匈奴)에게 정복당한 후에도 오환은 본래 거주지역에 그대로 있었으므로 부여와 오환과의 지리적 관계는 기원전 1세기까지도 그 전 시기와 다름이 없었다. 기원전 1세기에 부여의 서쪽에 선비 세력이 성장하기 시작하여, 기원전 1세기 말 ~ 2세기 초 후한이 흉노를 격파한 후 급속히 장성한 선비족들은 이전 흉노의 지역을 차지하게 되어 부여와 접하게 되었다. 이러한 부여의 서변(西邊)은 서요하(西遼河) 일대였다. 즉, 기원후 2세기 중엽 선비의 우견(右肩)이었던 단석괴(檀石槐)는 흉노의 옛 땅을 차지하고 그 관할구역을 동부·중부·서부의 3개부로 구분하였는데, 동부지역은 우북평(右北平)으로부터 요동에 이르러 부여·예맥과 접하였다. 3세기 전반 가비능(軻比能) 대의 선비의 동쪽 변경은 요수계선(遼水界線)에 이르렀다고 하는데, 2~3세기의 요수(遼水)는 오늘날의 요하(遼河)이며, 이 시기의 요동도 요하의 동쪽 지역이다. 그런데 당시 요하 하류에는 후한과 위(魏)의 요동군·현도군 등이 있었으므로 선비의 동쪽은 요하 상류 지역을 가리킨 것이다. 그러므로 선비와 접하는 부여의 서변(西邊)도 서요하(西遼河) 일대라고 할 수 있다.
(4) 부여는 북쪽으로 약수(弱水)와 접하였다. 《후한서》의 기록으로 보면 후한 대의 부여의 북쪽 강역은 약수(弱水)임이 분명하나, 약수의 위치에 대해서는 의견이 분분하다. ① 《상서》와 《통전》(通典)에 기록된 약수의 약(弱)의 옛 발음이 nziak 혹은 niak이므로 약수가 눈강을 가리킨다는 설이 있으나, ② 《진서》(晋書)의 사료(史料)에 의하면 약수라는 강은 부여 뿐 아니라 숙신의 북쪽까지도 경유하면서 흐르는 큰 강이었다는 것을 알 수 있다. 쑹화강 유역에 있었던 부여와 그 동변이 연해주의 해변지대까지 이르렀던 숙신의 북쪽을 경유하여 흐르는 큰 강으로는 아무르강 외에는 없다. 따라서 부여의 북경(北境)은 아무르 강에까지 이르렀다고 볼 수 있다.이 학설이 더 타당한 것으로 받아들여진다.
(5) 부여는 남쪽으로는 고구려 및 현도군, 오환(烏桓)과 인접하였고, 진대(晋代)에 이르러서는 선비 모용씨의 진출로 선비와 접한 것으로 보인다.
결국 부여의 지역이 사방 2,000리였다는 것은 부여가 오늘날 지린성 창춘 시의 눙안 현 · 중심지 · 솽양 구와 쓰핑 시 이퉁 만족 자치현 일대(이상, 북에서 남으로)를 중심으로 동쪽으로는 무단강과 그 너머의 장광재령산맥(長廣才嶺山脈)과 러시아의 프리모르스키 지방 지방, 북쪽으로는 아무르강 이남, 서쪽으로는 다싱안링산맥과 요하(遼河) 하류, 남쪽으로는 백두산 줄기에 이르고, 휘발하(輝發河)를 경계로 고구려와 접하는 넓은 지역을 차지하였다는 것을 의미한다.

### 북부여
- 《삼국사기》에는 부여의 역사가 해부루 왕부터 등장하는데, 재상 아란불의 꿈에 천제가 나타나 해부루왕을 가섭원으로 옮겨가게 하고, 해모수가 천제의 아들이라 칭하며 북부여(北夫餘)를 건국해 그 자리를 차지했다고 쓰여 있다.
- 《삼국유사》에는 해모수가 기원전 59년 북부여를 건국하였으며, 해부루가 그의 아들이라고 하면서, 또한 하백의 딸 유화에게서 주몽을 낳았다고 전한다.[56] 하지만 해모수는 삼국사기, 삼국유사에만 나오는 인물로 정작 고구려 광개토왕릉비에는 고구려 건국 이야기 중에 주몽은 하늘의 아들(천제지자)이자 하백의 외손이라고만 할 뿐, 해모수는 등장하지 않는다. 이러한 당대 고구려인들이 직접 새긴 광개토왕릉비의 기록으로 볼 때 해모수는 등장하지 않으므로 실존인물인지조차 알 수 없다.
- 《논형》에는 동명이 탁리국(=고리국)을 탈출하여 부여의 땅에 나라를 세웠다고 기록되어 있다.
- 부여의 유민들이 외세에 유린되는 부여를 탈출해 옛 북부여의 땅에 두막루(豆莫婁)를 세웠다고 《신당서》(新唐書)에 전해진다.
- 494년 물길이 북부여를 압박하자 왕실이 고구려에 항복하면서 완전히 멸망하였다.[21][22]

### 동부여
많은 학자들은 북부여가 고구려의 북쪽에 있었던 부여라는 데 별다른 이견이 없다. 그러나 동부여에 대해서는 여러 가지 의견이 대두되고 있다. 동부여가 나타난 기록으로는 북부여 왕인 해부루왕이 도읍을 옮기면서 국호가 변경되었다는 것과, 광개토왕이 410년에 침공했다는 것이 있다. 이러한 해부루 왕이 천도한 동부여와 광개토대왕이 점령한 동부여를 같은 국가로 보거나 다르게 보는 등 차이를 보이고 있으며, 북부여와 해부루왕의 동부여도 완전 별개의 국가로 보는 설과 부여 영토 내에서의 이동으로 보는 설이 있다. 북부여와 광개토대왕이 점령한 동부여를 각각 별개의 나라로 상정하여 주장을 펴는 견해가 다수이나, 북부여와 해부루왕의 동부여를 동일한 국가라고 주장하는 견해도 있다.
- 《삼국사기》에 의하면 동부여는 부여의 왕이었던 해부루가 세웠다고 전하고 있지만, 이 기록은 역사적 사실로 받아들여지지 않고 있다.
- 2세기까지 번성하던 부여는 3세기 후반에 북방의 유목민들이 중국 대륙으로 대거 남하하던 시기에 이들로부터 많은 침략을 당해 급격히 쇠약해졌다. 285년의 선비족 모용씨(慕容氏)의 침공으로 인해 왕 의려가 죽고 수도가 점령당하여 왕실과 주민 다수가 두만강 하류에 있던 북옥저로 도피하게 되었다. 이듬해 그 다음 왕 의라가 서진의 도움으로 나라를 회복해 귀환했는데, 그 중 일부가 북옥저 지역에 계속 살았다. 이렇게 되어 본래 부여가 있던 곳을 북부여라고 하고, 북옥저 지역에 남은 무리들이 나라를 형성하여 동부여가 되었다는 것이 일반적인 견해이다.
- 121년, 고구려가 후한과 충돌할 때에 부여 왕자 위구태(尉仇台)가 현도성을 침공한 고구려의 군사를 공격하여 현도성을 구원한다. 중국의 《북사》와 《수서》는 눙안에서 이를 오해해 구태가 백제의 시조인 것으로 기록해 시조 구태설이 생겨났는데, 이것은 《북사》와 《수서》의 오류이다.[21][22]
- 167년에는 부여왕 부태가 후한 본토와의 직접 무역을 시도하는 과정에서 현도성과의 무역 마찰이 생겨 선비족과 고구려의 묵인 하에 현도성을 공격하기도 하였다.
- 4세기 전반에 고구려가 북부여를 장악하자, 본국과 차단된 동부여는 자립하다가 410년에 광개토왕의 고구려에 멸망당했다.

### 갈사부여
- 갈사부여(曷思夫餘)는 부여 대소왕의 막내동생인 갈사왕이 갈사수 가에 세운 나라이다. 갈사(曷思) 또는 갈사국(曷思國)이라고도 한다. 서기 22년 건국되었고, 서기 68년 갈사왕의 손자인 도두왕(都頭王)이 나라를 들어 고구려에 바치고 우태(于台)라는 벼슬을 받음으로써 갈사부여는 멸망하고 고구려에 흡수 병합되었다.

### 졸본부여
- 졸본부여(卒本夫餘)는 《삼국유사》에는 동명성왕이 졸본에 세운 고구려의 별칭으로 기록되어 있다. 그런데 《삼국사기》 〈고구려본기〉에는, 졸본부여(卒本夫餘)의 왕이 주몽을 사위로 삼아 그로 하여금 왕위를 계승케 했다는 전승(傳承)이 기록되어 있어서, 졸본부여가 고구려의 전신 국가였을 가능성도 있다. 다만 졸본부여가 이미 있었다는 전승(傳承)은 이 지역에 선주(先住)하고 있었던 집단에 대해서 다른 기록이 이를 '졸본부여'라고 칭했을 가능성이 있는 것으로 추측하는 견해도 있다.[60]

### 남부여
- 부여(扶餘)씨[61]가 국성(國姓)이었던 백제(百濟)는 성왕(聖王) 시기에 국호를 일시적으로 '남부여(南扶餘)'로 변경하기도 했다.[62] 이 국호와 국성, 건국 신화, 무덤 양식 등을 보면 백제는 부여 계승 의식이 강한 나라였음을 알 수 있다.

### 두막루
- 두막루(豆莫婁)는 부여의 유민들이 나하를 건너가 건국한 나라이다. 스스로 북부여의 후계를 자처했다. 대막루(大莫婁), 대막로(大莫盧), 달말루(達末婁)라고도 부른다. 두막루는 서기 410년경에 건국되어 약 300년간 존재하다가 726년 발해 무왕에게 멸망했다. 두막루의 영토는 발해와 흑수말갈로 양분되었다가 결국 발해로 흡수되었다.(두막루 색인에서 상세한 설명)

## 정치
부여에는 임금 아래에 가축의 이름을 딴 마가, 우가, 저가, 구가와 대사자, 사자 등의 관리가 있었다.이들 가(加)는 저마다 따로 행정 구획인 사출도를 다스리고 있어서, 군주가 직접 통치하는 중앙과 합쳐 5부를 이루었다. 가들은 새 군주를 추대하기도 하였고, 수해나 한해를 입어 오곡이 잘 익지 않으면 그 책임을 군주에게 묻기도 하였다. 이것은 초기 농경사회에 일반적으로 보이는 현상으로, 제임스 조지 프레이저가 《황금가지》에 소개할 정도로 유명한 것이다. 부여의 왕 마여가 이러한 옛 부여의 풍속에 의해 죽임을 당했다는 것은 당시 부여의 정치체제가 부자(夫子) 상속에 의한 왕위세습제가 이루어질 정도로 왕권이 신장되었다고는 하지만 아직 절대적 왕권으로까지는 발전하지 못하였음을 보여주는 것이라고 본 견해가 있다. 이와 관련하여 그 당시 부여왕은 공손탁이 부여왕에게 일족(一族)의 딸을 시집보내고 있음에서 부여국 지배의 실권을 쥐고 있는 권력적인 왕으로서의 일면과, 마여가 옛 유풍에 의해 죽임을 당하는 데에서 원시적인 왕으로서의 일면을 가지고 있음을 알 수 있다. 즉, 3세기의 부여왕은 권력적이면서도 원초적이라는 상반된 양면성을 가지면서 귀족연합제에 의해 공립(共立)되는 성격이 최고로 강하였다. 그러나 군주가 나온 대표 부족의 세력은 매우 강해서 궁궐, 성채, 감옥, 창고 등의 시설을 갖추고 있었다.

### 지배층
부여 사회의 중심적 지배 계급을 형성한 부족장의 칭호인 '~가(加)'는 씨족장·부족장을 의미하는 것으로 고구려에서도 사용되었다. 부족장 중에서 가장 유력한 자는 '마가(馬加)'·'우가(牛加)'·'저가(猪加)'·'구가(狗加)' 등 가축의 이름을 붙여서 불렀는데, 이들은 각기 사출도(四出道)의 하나씩을 주관하였다. 이들 대가(大加)는 왕과 마찬가지로 대사(大使)·대사자(大使者)·사자(使者) 등의 직속 가신(家臣)을 갖고 있었다. 근본적으로 왕과 동질적인 성격을 가진 대가는 군주(君主)인 왕의 세력을 견제하였다. 여러 가(家)는 각자가 무기를 가지고 전쟁에 출전할 수 있는 권리를 가진 자였다. 비록 국내에서는 흰옷에 가죽신을 신었으나 사신으로 외국에 갈 때에는 비단옷과 중국인이 부러워하는 값비싼 털옷을 입었으며, 모자는 금·은으로 꾸미는 사치스런 옷차림을 하였다. 또한 조두(俎頭)라는 고급 밥그릇을 사용하였고, 죽으면 많은 사람을 같이 순장하였다. 그들은 사회적으로 권력의 소유자일 뿐만 아니라, 경제적인 부(富)의 소유자로서 많은 노예를 소유하였다.

### 행정 구획
- 부여의 행정 구획은 사출도(四出道)라 불렀다. 이는 국도(國都)를 중심으로 하여 거기서 사방으로 통하는 네 갈래의 길을 의미하는 것으로, 중앙에는 왕이 있고 4가(加)가 사출도에 있어 각기 소속의 호족과 하호를 지배하였다.

### 부여의 역대 국왕
| 왕호                                                                  | 이름           | 재위기간                        |
| --------------------------------------------------------------------- | -------------- | ------------------------------- |
| 동명왕(東明王)                                                        |                | ? ~ ?                           |
| 해모수왕(解慕漱王)                                                    | 해모수(解慕漱) | ? ~ ?                           |
| 해부루왕(解夫婁王)                                                    | 해부루(解夫婁) | ? ~ 기원전 60년 경              |
| 금와왕(金蛙王)                                                        | 해금와(金蛙)   | 기원전 60년 경 ~ 기원전 24년 경 |
| 대소왕(帶素王)                                                        | 해대소(帶素)   | 기원전 24년 경 ~ 서기 22년      |
| 갈사왕(曷思王)                                                        | 해씨(解氏)     | 22년 ~ ?                        |
|                                                                       |                | ? ~ ?                           |
| 도두왕(都頭王)                                                        | 해도두(都頭)   | ? ~ 68년                        |
| 부태왕(夫台王)                                                        | 부태(夫台)     | ?, 2세기                        |
| 위구태왕(尉仇台王)                                                    | 위구태(尉仇台) | ?, 2세기                        |
| 간위거왕(簡位居王)                                                    | 간위거(簡位居) | ?, 2세기 ~ 3세기                |
| 마여왕(麻余王)                                                        | 마여(麻余)     | ?, 3세기                        |
| 의려왕(依慮王)                                                        | 의려(依慮)     | ? ~ 285년                       |
| 의라왕(依羅王)                                                        | 의라(依羅)     | 286년 ~ ?                       |
| 현왕(玄王)                                                            | 부여현(扶餘玄) | ? ~ 346년                       |
| 잔왕(孱王)                                                            | 해씨(解氏)     | ? ~ 494년                       |
| 삼국사기(三國史記), 후한서(後漢書), 삼국지(三國志), 진서(晉書)에 의거 |                |                                 |

## 경제
명산물(名山物)로는 말·적옥(赤玉)·미주(美珠) 등과 모피가 있었다.

## 사회와 문화
부여의 풍속에는 '영고'라는 제천 행사가 있었는데, 전쟁이 일어났을 때에는 제천 의식을 행하고, 소를 죽여 그 굽으로 길흉을 점치기도 하였다.(→ #우제점법) 영고(迎鼓 : 맞이굿)는 추수 후 음력 12월에 치르는 제천의식(祭天儀式)이었다. 이것은 수렵 사회의 전통을 보여 주는 것이다. 이 때에는 신에게 제사를 지내고 노래와 춤을 즐기며, 죄수를 풀어 주기도 하였다.
일부다처·축첩·순장(殉葬) 등의 풍습이 있었으며, 백의(白衣)를 숭상하였다. 이는 역시 한민족의 현재의 풍습에서도 많이 찾아 볼 수 있는 것이다. 또한 남녀노소를 가리지 않고, 또 때와 곳을 가리지 않고, 항시 노래 부르기를 그치지 않았다고 한다.

### 하호
- 하호(下戶)는 부여에서 대부분의 생산 활동을 담당한 일반 사람이다. 이들은 신분적으로는 양인(良人)이었지만 노복(奴僕)과 같이 사역을 받는 무력한 예민(隸民)이었다.[76] 또 전쟁이 있을 때는 무기를 들고 싸우지 못하고 군량(軍糧)을 운반하였다. 아마 이들은 신분적으로는 양인이었겠지만 씨족적인 공동체의 유제(遺制) 속에서 제가들의 강력한 지배를 받고 있었던 것 같다.

### 법률
부여에서의 사회생활 전반을 규제하던 법률은 초기의 정치적 사회에서 일반적으로 나타나는 바와 같이 엄격했다. 형법(刑法)은 아주 준엄하여 살인 · 간음 · 부녀의 투기 등에 대하여 극형에 처했다. 살인자는 사형에 처하고 그 가족은 노비로 삼으며, 남의 물건을 훔쳤을 때에는 물건 값의 12배를 배상하게 하고(일책십이법(一策十二法)), 간음한 자와 투기가 심한 자는 사형에 처하였다. 특히 간음과 투기를 한 여자는 그 시체를 산에 갖다 버려 썩게 만들 정도로 혐오했다. 단 그 여자의 집에서 시체를 가져가려면 소나 말을 바쳐야 한다. 이상의 조목은 고조선의 법조목(8조법)과 약간의 차이는 있으나, 개인의 생명과 사유 재산 및 가부장제적인 가족 제도의 옹호를 위한 것이라는 근본정신은 동일하다. 부여는 특히 가족 제도를 중요시하여 형이 죽으면 동생이 형수를 아내로 삼았다. 투기죄(妬忌罪)에 대한 가혹한 규정은 아마도 일부다처제(一夫多妻制)의 풍습이 권력층에서 일반적으로 행해졌음을 말해주는 것이다.

### 우제점법
부여에서는 전쟁이 있을 때도 제천의식(祭天儀式)을 행하고 소(牛)를 죽여 굽(蹄)이 벌어지면 흉(凶), 합치면 길(吉)한 것으로 생각했다. 이러한 우제점법의 점복(占卜)은 은(殷)의 갑골점법(甲骨占法)과 동일한 성격의 것으로 여겨진다.

## 대외관계

### 고리국
- 부여의 뿌리는 만주 북쪽 지역에 있었던 고리국(槀離國)이다. 《논형(論衡)》과 《위략》 등의 기록에 따르면, 부여는 탁리국(橐離國, 또는 고리국 櫜離國) 출신의 동명왕(東明王)이 엄호수를 건너와 건국한 나라이다. 이러한 부여 건국 설화는 이후 고구려 동명성왕의 건국 설화로 그대로 차용되었다.

### 한나라
- 120년, 부여왕의 태자인 위구태가 후한에 사신으로 와서, 후한 안제로부터 인수(印綬)와 금태(金綵)를 받고 돌아갔다.
- 122년, 고구려·마한·예맥의 군사가 현도군에 쳐들어 오자, 부여에서 왕자를 보내 구원하도록 하였다.
- 167년, 부여의 부태왕은 2만 명의 병사를 거느리고 후한의 현도군을 공격하였다. 현도태수 공손역(公孫琙)이 이를 격퇴하여, 부태왕은 1천여 명의 사망자를 내고 패배하였다.
- 2세기 후반 한나라의 군벌 공손탁은 부여의 왕 위구태에게 종녀(宗女 : 조카딸)을 시집보내 혼인 동맹을 맺었다.

### 선비족
- 285년 선비족 모용외(慕容廆)가 부여를 습격하였는데, 부여의 의려왕은 전투에서 패배하여 자살하였다. 의려왕의 자제들은 옥저로 피신하였고, 부여의 도성은 파괴되고 1만 명의 백성들이 선비족에게 끌려갔다.
- 286년 의려왕의 뒤를 이어 왕위에 오른 부여 의라왕은 서진(西晉)의 동이교위(東夷校尉) 하감(何龕)에게 구원을 요청하였다. 하감은 독우(督郵) 가침(賈沈)을 파견하여 의라왕을 돕도록 하였는데, 이에 맞서 모용외가 손정(孫丁)을 보내 요격하게 하였다. 가침이 승리하고 손정을 죽이자 선비족의 군사는 물러났으며, 의라왕은 부여를 재탈환하였다.
- 346년 부여의 현왕은 선비족이 세운 전연의 공격을 받아 크게 패배하고 포로가 되었다. 전연의 왕 모용황(慕容皝)은 세자인 모용준과 4남인 모용각을 시켜 부여를 공격하고, 현왕과 부여의 백성 5만 명을 전연으로 끌고와 사실상 부여를 멸망시켰다. 모용황은 부여 유민들을 회유하기 위해 현왕을 사위로 삼고 진동장군(鎭東將軍)에 임명하였다.

### 고구려
- 동부여의 금와왕이 태백산 남쪽 우발수에서 유화부인을 얻어 주몽을 낳았다. 기원전 37년경 주몽이 동부여를 탈출하여 고구려를 건국했다.
- 22년 고구려의 대무신왕이 부여를 침공하여 대소왕이 전사했다. 대소왕의 막내 동생이었던 갈사왕은 나라가 장차 망할 것을 예감하고 피난하여 갈사국을 건국했다.
- 22년 부여 대소왕의 종제(從第, 사촌동생)는 부여 사람 1만여 명을 이끌고 고구려에 투항하였다. 고구려 대무신왕은 대소왕의 종제에게 락씨(絡氏)라는 성을 내리고 부여왕으로 책봉한 후 고구려 연나부(掾那部)에 거주하게 하였다.
- 494년 고구려 문자명왕 때 부여의 잔왕과 그 처자가 나라를 들어 고구려에 항복하였다고 《삼국사기》에 기록되어 있다.

## 부여사 연구

### 유적과 유물
유적군은 확인되지 않으나, 길림 주변에 독특한 철기 시대의 유적(포자연유형)들이 발굴되어 이로부터 세력의 범위를 추정하고 있다.

### 부여전(夫餘傳)
《삼국지》 위서의 〈오환선비동이전〉(권30) 중, 부여 관련 기사, 즉, 부여전(夫餘傳)은 총 930자(字)이며, 중국 정사(正史) 중 부여에 관한 최초의 열전(列傳)으로 그 사료적 가치가 높게 평가되고 있다. 그 내용은 부여의 위치와 강역을 비롯하여 관제·의식(衣食)·의례(儀禮)·풍속·산물(産物) 등 부여의 생활습속에 관한 상세한 상태기술과 현도군·후한(後漢)·공손씨(公孫氏) 등 중국의 제(諸) 세력과의 관계기사로 구성되어 있다. 문헌학적 연구에 의하면 기사의 1/3 정도가 《위략(魏略)》 기사와 관련된 것인데, 진수가 참고한 《위략(魏略)》은 배송지 주(注)에 인용된 《위략(魏略)》과는 다른 이본(異本)이나, 원위략(原魏略)에 의존하였을 가능성이 크며, 《위략(魏略)》의 부여와 고구려 공통의 습속 기사는 생략된 것이라고 한다. 이러한 점에서 부여전은 종래의 과대한 평가와는 달리 전체적으로는 두찬(杜撰)이라고 할 수 있으나, 《위략(魏略)》이 멸실된 현재 부여전은 배송지 주(注)에 인용된 《위략(魏略)》 기사와 함께 사료적 가치에 있어서는 다른 어떠한 사서(史書)보다 중요하다고 할 것이다.

## 참고 문헌(시간순)
- 공자(기원전6~5세기), 《상서》(尙書)〈禹貢篇〉
- 《산해경》 (진나라 이전) 〈zh:s:山海經/大荒北經大荒北經〉
- 사마천(기원전 2세기), 《사기》 〈화식전〉
- 복생(伏生)(?) 《상서대전》(尙書大典)
- 반고 (후한)(1세기)《한서》(漢書) 〈지리지〉(地理志)
- 진수(3세기),《삼국지》〈卷30 烏丸鮮卑東夷傳〉
- 범엽(5세기), 《후한서》 〈동이열전〉
- 방현령 등(648년), 《진서》(晋書), 〈四夷傳〉
- 장초금(張楚金, 660년 이전) 《한원》 원문
- 두우(8세기), 《통전》(通典)
- 사마광(1084년),《자치통감》〈卷097〉
- 최남선(崔南善), 《아시조선(兒時朝鮮)》(1926)( 《六堂崔南善全集》2, 1973 중에서)
- 리지린, 『고조선연구』1964, 사회과학원출판사.
- 시라토리 구라키치, 〈夫餘國の始祖東明王の傳說に就いて〉 『白鳥庫吉全集』 3卷, 1970, 岩波書店.
- 시라토리 구라키치, 〈濊貊民族の由來を述べて, 夫餘高句麗及び百濟の起源に及ぶ〉 《白鳥庫吉全集》 券5,1970.
- 이노우에 히데오(井上秀雄), 『東アジア民族史』1974, 平凡社
- 이병도,〈부여고(夫餘考)〉《한국고대사연구(韓國古代史硏究)》(1976)
- 전해종(全海宗), 《동이전의 문헌학적 연구》(東夷傳의 文獻學的硏究) 1980
- 이기백(李基白)·이기동(李基東) 《한국사강의》(韓國史講座: 古代篇), 1982, 일조각(一潮閣)
- 이옥(李玉), 《고구려민족형성과 사회》(高句麗民族形成과 社會) 1984, 敎保文庫.
- 이건재(李健才), 〈北扶餘, 東扶餘, 豆莫婁的由來〉 《東北史地考略》 (중국: 吉林文史出版社, 1986.)
- 나하나,〈부여의 변천과 동부여 문제〉강원대학교 《인문과학연구》 제23집, 2009.12

## 같이 보기
- 민족
  - 동이
    - 부여
      - 갈사부여
      - 동부여
      - 북부여
      - 고구려
      - 두막루
      - 백제
      - 예맥
      - 옥저
      - 발해
- 법률
  - 1책 12법
- 어족
  - 부여어족
  - 퉁구스어족
- 학설
  - 기마민족설

- 한국의 역사
- 동부여
- 갈사국
- 고구려
- 백제